# 木幡順三
木幡順三（こばた じゅんぞう、1926年6月29日-1984年9月20日）は、日本の美学研究者。
大阪府出身。第三高等学校卒、1952年東京大学文学部美学美術史学科卒、同大学院をへて、東洋大学助教授、教授、1976年慶應義塾大学文学部教授。妻は木幡瑞枝。

## 著書
- 『美と芸術の論理 美学入門』勁草書房 1980
- 『美意識の現象学 美学論文集』慶応通信 1984
- 『求道芸術 芸術と宗教の地平』春秋社 1985
- 『美意識論』東京大学出版会 1986

共著
- 『美の構造』井上章,野村久康共著 宝文館出版 1968

翻訳
- G.ルカーチ『美学 第1部(美的なものの特性) 』勁草書房 1968‐70

## 論文
- ＜木幡順三